# Bonkers
Bonkers är en tecknad TV-serie, producerad av Walt Disney Television. Serien, som är en spinoff av Bonkers, Marsupilami & C:o gick ursprungligen på amerikansk tv åren 1993–1994, och totalt visades 65 avsnitt, varav fyra består av material från Bonkers, Marsupilami & C:o.
Serien bygger på samma koncept som biofilmen Vem satte dit Roger Rabbit? - en tecknad figur, en "toon", som lever med människor i den verkliga världen. Till skillnad från i Roger Rabbit är dock även "människorna" tecknade i Bonkers.

## Karaktärer
- Bonkers - toon-lodjuret som i seriens första avsnitt får sparken från sitt jobb som skådespelare i serien Bonkers, Marsupilami & C:o och tvingas bli polis i Hollywood - "den enda platsen i världen där toons och människor lever tillsammans".
- Jalle Piké - Polis som, högst motvilligt, blir Bonkers kollega.
- Marianne Piké - Jalles godmodiga hustru.
- Miranda Wright - Ersätter Piké som Bonkers partner när denne blir förflyttad till Washington.
- Kanifky - Pikés disträe chef.
- Fall-isär - Bonkers bäste vän, en toon med den egendomliga egenheten att han kan falla isär.
- Ludwig von Anka - Ankeborgs kände professor, Kalle Ankas morbror, är också ofta förekommande.
- Gulli Hjort och Nervis - Bonkers flickvän och kompis från Bonkers, Marsupilami & C:o syns även till ibland.
- Hattmakaren och Påskharen - Ursprungligen från Disneyklassikern Alice i Underlandet. Gör ett antal uppträdanden som toon-kollegor till Bonkers.

Dessutom skymtar flera andra kända disneykaraktärer fram bland Bonkers skådespelande toon-kollegor - däribland Kalle Anka (avsnitt 1), Darkwing Duck (avsnitt 25 och avsnitt 32), Långben (avsnitt 31, 33 och 65), Svarte Petter (avsnitt 33) och Musse Pigg (avsnitt 35, dock utan att synas i bild).

## Bonkers i Sverige
Seriens alla avsnitt visades från början på FilmNet som del av deras KTV block.  1996 visade SVT 19 av de s.k. Piké-avsnitten - både från säsong 1 och säsong 3. De tre första avsnitten har också getts ut på en vhs-kassett med titeln Ett jobb för Bonkers.

## Avsnittsguide
Man kan särskilja två huvudtyper av avsnitt av Bonkers. I 19 stycken är Miranda Wright Bonkers kollega, medan han i de övriga avsnitten jobbar med Piké.
När serien började produceras var Miranda tänkt att vara huvudpersonens motspelare, och 25 "Miranda-avsnitt" producerades. Problem uppstod dock mellan Disney och producenten, som blev avskedad. Nya producenter anlitades och upplägget och delar av persongalleriet ändrades; bland annat ersattes Miranda av Piké. Trots detta beslutade man ändå till sist att inkludera 19 av de 25 Miranda-avsnitten - de övriga kasserades. För att förklara ändringen i persongalleriet gjordes avsnittet New Partners On The Block där Piké lämnar sin tjänst och efterträddes av Miranda. Sålunda utspelar sig Miranda-avsnitten - som producerades först - efter avsnitten med Piké.
Avsnitten sändes dock inte helt i enlighet med seriens kronologi - man började med de första Piké-avsnitten ("säsong 1"), följt av de första Miranda-avsnitten ("säsong 2"), därefter visades de avslutande Piké-avsnitten ("säsong 3") och slutligen de sista Miranda-avsnitten ("säsong 4"). Säsong 2 inleddes dock med Pikés sista avsnitt New Partners On the Block. Med andra ord bör man, om man vill se avsnitten i den ordning de utspelar sig, börja med säsong 1, följt av säsong 3, 2 och slutligen 4.
Fyra av seriens avsnitt producerades visserligen i samband med Piké-avsnitten, men består huvudsakligen av de Bonkers-episoder som visades i Marsupilami, Bonkers & C:o. Ett par minuters nytt material har dock lagts till för att väva ihop episoderna till en helhet.
- Avsnitt 20 samlar Bonkersavsnitten som visades i den äldre seriens avsnitt 6, 3 & 4.
- Avsnitt 38 samlar 7, 1 & 2.
- Avsnitt 42 samlar 11, 12 & 5.
- Avsnitt 47 innehåller Bonkers-avsnitten från moderseriens avsnitt 8 & 9. Dessutom kortfilmen Petal to the Metal, som var tänkt att sändas i det aldrig färdigställda trettonde avsnittet av Bonkers, Marsupilami & C:o.

Detta innebär att samtliga producerade kortfilmer med Bonkers vävdes in i serien.

### Säsong 1 (med Piké)
- 1. Going Bonkers Part 1   (1993-09-04)
- 2. Going Bonkers Part 2 (1993-09-04)
- 3. In The Bag   (1993-09-06)
- 4. Hear No Bonkers, See No Bonkers   (1993-09-07)
- 5. Out of Sight, Out of Toon   (1993-09-08)
- 6. Is Toon Fur Really Warm?   (1993-09-09)
- 7. Calling All Cars   (1993-09-10)
- 8. Fall Apart Bomb Squad   (1993-09-13)
- 9. In Toons We Trust   (1993-09-14)
- 10. Never Cry Pig   (1993-09-15)
- 11. Hamster Houseguest   (1993-09-16)
- 12. A Cheap Sheep Sweep   (1993-09-17)
- 13. The Day The Toon Stood Still   (1993-09-20)
- 14. Weather Or Not   (1993-09-21)
- 15. Basic Spraining   (1993-09-22)
- 16. Once In A Blue Toon   (1993-09-23)
- 17. Luna-Toons   (1993-09-24)
- 18. Time Wounds All Heels   (1993-09-27)
- 19. Poltertoon   (1993-09-28)
- 20. Hand Over The Dough   (1993-09-29)
- 21. The Rubber Room Song (Plus Three)   (1993-09-30)
- 22. Tune Pig   (1993-10-01)

### Säsong 2 (med Miranda)
- 23. New Partners On The Block   (1993-10-04)
- 24. Witless For The Prosecution   (1993-10-05)
- 25. Do Toons Dream Of Animated Sheep?   (1993-10-08)
- 26. Quibbling Rivalry   (1993-10-12)
- 27. Springtime For The Iguana   (1993-10-14)
- 28. CasaBonkers   (1993-10-15)
- 29. Love Stuck   (1993-10-19)
- 30. Of Mice And Menace   (1993-10-21)
- 31. Dog Day Aftertoon   (1993-10-26)
- 32. The 29th Page   (1993-10-28)
- 33. Cartoon Cornered   (1993-10-29)

### Säsong 3 (med Piké)
- 34. The Good, The Bad, And The Kanifky   (1993-11-01)
- 35. I Oughta Be In Toons   (1993-11-02)
- 36. Frame That Toon   (1993-11-03)
- 37. A Wooly Bully   (1993-11-04)
- 38. Stay Tooned   (1993-11-05)
- 39. O Cartoon! My Cartoon!   (1993-11-10)
- 40. Color Me Piquel   (1993-11-11)
- 41. Stand-In Dad   (1993-11-12)
- 42. Cereal Surreal   (1993-11-15)
- 43. If   (1993-11-16)
- 44. The Dimming   (1993-11-17)
- 45. Toon With No Name   (1993-11-18)
- 46. Get Wacky   (1993-11-19)
- 47. The Final Review   (1993-11-22)
- 48. Goldijitters and the 3 Bobcats   (1993-11-24)
- 49. Seems Like Old Toons   (1993-11-26)
- 50. Miracle At The 34th Precinct   (1993-11-27)
- 51. The Comeback Kid   (1993-11-29)
- 52. The Greatest Story Never Told   (1994-02-07)
- 53. Fall-Apart Land   (1994-02-09)
- 54. Imagine That   (1994-02-14)
- 55. A Fine Kettle Of Toons   (1994-02-17)
- 56. Stressed To Kill   (1994-02-23)

### Säsong 4 (med Miranda)
- 57. Trains, Toons, And Toon Trains   (1994-02-28)
- 58. Tokyo Bonkers   (1994-03-07)
- 59. The Stork Exchange   (1994-03-14)
- 60. Bobcat Fever   (1994-03-21)
- 61. The Toon That Ate Hollywood   (1994-04-04)
- 62. When The Spirit Moves You   (1994-04-11)
- 63. Fistful Of Anvils   (1994-04-18)
- 64. What You Read Is What You Get   (1994-04-25)
- 65. Toon For A Day  (1994-06-06)

## Svenska röster (i urval)
- Bonkers - Dick Eriksson
- Jalle Piké - Gunnar Ernblad
- Hattmakaren - Mattias Knave
- Fall-isär - Per Sandborgh
- Marianne - Pernilla Wahlgren
- Samlaren - Johan Hedenberg
- Johanna - Annica Smedius
- Kanifky - Tommy Nilsson
- Andra röster - Steve Kratz, Andreas Nilsson, Hans Jonsson m. fl.

## Serietidningarnas värld
Ett knappt tjugotal serieavsnitt med Bonkers gjordes i samband med tv-serien. Inga av dessa har dock tryckts i Sverige.